# Sertorio Quattromani
Sertorio Quattromani (Cosenza, 1541 – Cosenza, 19 novembre 1603) è stato uno scrittore, filosofo e filologo italiano.

## Biografia
Sertorio Quattromani nasce a Cosenza nel 1541 da Bartolo ed Elisabetta d'Aquino, lontana parente di Antonio Telesio. Cresciuto in un ambiente strettamente collegato alla cultura e alla nobiltà cosentina, egli viene educato alle idee religiose valdesiane del suo maestro Onorato Fascitelli.
Tra il 1560 e il 1564, come si desume dal suo epistolario, si trasferisce a Roma. Qui frequenta la Biblioteca Apostolica Vaticana e ha modo di intessere relazioni con diversi esponenti del panorama intellettuale e culturale romano. I suoi primi studi riguardarono il Canzoniere di Petrarca, con particolare riferimento alle sue fonti.
Nel 1565, dopo un breve soggiorno a Napoli, Quattromani torna a Cosenza. Da qui, due anni più tardi, scrive a Berardino Rota, per suggerirgli alcune correzioni alla seconda edizione accresciuta delle sue Rime. Tra il 1568 e il 1581 effettua una serie di spostamenti tra la sua città natale e Roma. Il periodo è contrassegnato da alcune sue epistole, a carattere storico-letterario, con corrispondenti, quali Giovanni Battista Ardoino, Peleo Ferrari e Vincenzo Toraldo d'Aragona.
Dal 1583 al 1585 risiede a Napoli. Rientrato a Cosenza scrive a Giulio Cavalcanti, che sarà con lui consulente della Congregazione dell'Indice, e dal 1588 assume la direzione della Accademia cosentina, cui Quattromani diede nuovo impulso, sia dal punto di vista squisitamente letterario, sia incentivando l'attenzione per gli studi filosofici.
A Napoli, tra il 1589 e il 1590, pubblica La philosophia di Berardino Telesio, che dedica a Ferrante Carafa e le rime dedicate a Giovanni Maria Bernaudo.  Rimonta, invece, al 1595 la sua traduzione de Le historie del Cantalicio, nelle quali il nome è celato dietro lo pseudonimo di «Incognito Academico Cosentino».
Il suo ultimo periodo di vita lo trascorre a Cosenza, dove muore il 19 novembre 1603.

## Opere

### Manoscritti
- Città del Vaticano, B.A.V., Reg. Lat. 1602, cart., misc., sec. XVI ex.-XVII, cc. 423, mm. 185x130.

Contiene i seguenti scritti di Sertorio Quattromani:
cc. 7r-9r, Sonetto di Ms. della Casa esposto dal Sr. Sertorio Quattromani Achademico Cosentino
cc. 9r-12v, Oratione di Marco Catone tradotta dal medesimo S.rio Q.ni
cc. 236v-237v, Giuditio di S. Q. sopra alcune stanze di Torquato Tasso
- Città del Vaticano, B.A.V., Reg. Lat. 1603, cart., misc., sec. XVI ex.-XVII, cc. 574, mm. 190x130.

Contiene i seguenti scritti di Sertorio Quattromani:
cc. 19v-22v, Commento a tre sonetti del Casa
cc. 22v-23v, Lettera ad Annibal Caro
cc. 23v-24r, Lettera a Francesco Mauro
c. 24r, Lettera al S. Principe della Scalea
c. 28r-v, Lettera a G.B. Ardoino
cc. 28v-29r, Lettera a Vincenzo Bombino
c. 29r-v, Lettera a F.A. d'Amico
c. 30r-v, Lettera a Fabrizio Marotta
cc. 31r-35r, Oratione di Marco Catone
cc. 49r-50v, Lettera a Gio. Maria Bernaudo
cc. 50v-52r, Lettera a G.V. Egidio
cc. 52r-54r, Lettera a Vincenzo Bilotta
cc. 140r-144v, Parallelo tra il Petrarca et il Casa del Q.ni
cc. 147r-157v, Delle metafore
cc. 220r-223r, Parallelo tra il Petrarca et il Casa
cc. 255r-280v, Poetica di Orazio tradotta da Quattromani (in prosa)
cc. 284v-285r, Sentimento del Q.ni della Poet.ca d'Orat.o
cc. 285v-306r, La Poetica d'Orat.o volgarizzata da Sartorio Q.ni (in versi)
cc. 320r-324r, Oratione di Marco Catone
cc. 327r-332r, A Torquato Tasso Il Monta.no Acc.co Cose.no
cc. 332r-344v, Delle metafore
cc. 426v-427r, Lettera ad Horatio Pellegrino
cc. 427r-428r, Lettera a Teseo Sambiase
c. 428v, Lettera alla Duchessa
cc. 428v-429r, Lettera a Teseo Sambiase
cc. 430r-431v, Lettera a Teseo Sambiase
cc. 431v-433r, Lettera a Teseo Sambiase
cc. 433v-434v, Lettera a Teseo Sambiase
- Città del Vaticano, B.A.V., Reg. Lat. 2020, parte I, misc., sec. XVI, diversi formati.

Contiene:
c. 231r, Autografo della Lettera al Cardinale Guglielmo Sirleto, 1583.
- Cosenza, Biblioteca Civica, ms. 20187, cart., sec. XVII ex.-XVIII in., cc. 3r-76v, mm. 265x190; ex libris: “Bibliothecae Marchionis D. Matthaei de Sarno”:

Contiene:
Istoria della Città di Cosenza | Di Sertorio Quattromani
(ora in prima edizione moderna, a cura di Michele Orlando, tesi di dottorato di ricerca in Italianistica, Università di Bari 2006)
- Cosenza, Biblioteca privata della Famiglia De Bonis, cart., 1889, pp. I-60, mm. 290x200:

Contiene:
Copia | delle | Lettere Originali | Del Sigr. Sertorio Quattromani | dirette Al Sig.r Giovanni Maria Bernaudo | da una raccolta | (cucite in fascicolo) | Favoritami dal Sigr. Frascritto Bombini | 1889
- Firenze, Biblioteca Nazionale Centrale, Fondo Palatino 1036, cart., sec. XVI ex., cc. 71, mm. 205x150; ex libris: “Vinc[entii] M[ariae] Kar[aphae]”:

Contiene:
Luoghi difficili del Bembo
- Napoli, Biblioteca Nazionale, XIII E 50, cart., misc., sec. XVI, cc. 48, diversi formati. Manuscripta autographa P. Summontis et aliorum aetate eius clariorum, p. 431:

Contiene:
c. 29r, Autografo della Lettera a S. Reski, 1599
- Roma, Biblioteca Angelica, GG 3 35/2, cart., sec. XVI, cc. 25; rilegato con Gab. Barrii Francicani De Antiquitate et situ Calabriae libri quinque, Romae, Apud Iosephum de Angelis, 1571:

Contiene:
cc. 1r-24r, Annotationes D.ni Sertorii Quattrimani in Barrium

### Stampe
- LA | PHILOSOPHIA | DI BERARDINO | TELESIO | Ristretta in | brevità, | Et scritta in lingua Toscana dal | Montano Academico | Cosentino. | Alla Eccellenza del Sig. Duca | di Nocera. | Con Licenza de' Superiori. | Marchio ed. | In Napoli | Appresso Gioseppe Cacchi. 1589
- AL ILUSTRE | S. Gioan Maria Bernaudo, in app. a LE RIME | Del Sig. Gio. | Batt. Ardoino | Academico Cosentino | In morte della Signora Isabella | Quattromani sua moglie | Con Licenza de' Superiori. | Marchio ed. | in Napoli | Appresso Gioseppe Cacchi. 1590
- LE HISTORIE | DE MONSIG. | GIO. BATTISTA | CANTALICIO | VESCOVO DI CIVITA DI PENNA, ET D'ATRI | DELLE GVERRE FATTE IN ITA- | lia da Consaluo Ferrando di Aylar, di Cor- | doua, detto il gran Capitano | TRADOTTE IN LINGUA TOSCANA | dall'Incognito Academico Cosentino: | A RICHIESTA DI GIO. MARIA BERNAVDO. | IN COSENZA. | Per Luigi Castellano. 1595
- LE HISTORIE | DE MONSIGNOR | GIO. BATTISTA CANTALICIO, VESCOVO DI | Ciuita di Penna et d'Atri. | DELLE GUERRE FATTE IN ITALIA DA CONSALUO FERRANDO DE AYLAR, DI COR- | DOUA, DETTO IL GRAN CAPITANO | TRADOTTE IN LINGUA TOSCA- | na dall'Incognito Academico Cosentino. | A richiesta di Gio. Maria Bernaudo. | Nuouamente corretta, et ristampata, | IN COSENZA | Per Leonardo Angrisano, e Luigi Castellano, ad istanza di Enrico Bacco, libraro in Napoli. 1597
- (postumo) LE HISTORIE | DI MONSIG. | GIO. BATTISTA | CANTALICIO, | VESCOVO D'ATRI, ET CIVITA DI PENNA, | DELLE GUERRE FATTE IN ITALIA DA CONSALVO | Ferrando di Aylar, di Cordoua, detto il gran Capitano, | Tradotte in lingua Toscana dal Signor Sertorio Quattromani, | detto l'Incognito Academico Cosentino. | A RICHIESTA DEL SIG. GIO. MARIA BERNAUDO. | IN NAPOLI, Apresso Gio Giacomo Carlino. 1607. | Ad istanza di Henrico Bacco, alla Libraria dell'Alicorno
- RIME | DI MONS. | GIO. DELLA CASA. | Fregio | In Napoli, Appresso Lazaro Scoriggio. 1616
- LETTERE | DI SERTORIO | QUATTROMANI | DIVISE IN DUE LIBRI. | Et la tradottione del Quarto dell'Eneide di Virgilio | del medesimo Auttore. | All'Illustrissimo, & Eccellentissimo Signor | MARCHESE DELLA VALLE, & c. | Stemma | In Napoli, Per Lazzaro Scoriggio. 1624
- Il IV libro di Vergilio in verso Toscano. | Trattato della Metafora. | Parafrasi Toscana della Poetica di Orazio. | Traduzione della medesima Poetica in verso | Toscano. | Alcune annotazioni sopra di essa. | Alcune poesie Toscane, e Latine | Fregio | In Napoli, MDCCXIV | Nella Stamperia di Felice Mosca | Con Licenza de' Superiori. 1714
- Gabrielis Barrii Francicani: De Antiquitate et situ Calabriae libri quinque, nunc primum ex authographo restitutos ac per capita distributi. Prolegomena, Additiones, et Notae. Quibus accesserunt animadversiones Sertorii Quattrimani patricii consentini, Romae, ex Typographia S. Michaelis ad Ripam Sumptibus Hieronymi Mainardi Superiorum permissu. 1737
- Scritti vari, editi per la prima volta in Napoli nel MDCCXIV da Matteo Egizio ed ora riveduti, riordinati e ripubblicati in più nitida edizione da Luigi Stocchi, Castrovillari, Dalla Tipografia del Calabrese, 1883.